# 稚内市立増幌小中学校
稚内市立増幌小中学校（わっかないしりつ ますほろしょうちゅうがっこう）は、北海道稚内市大字声問村字恵北にある公立小中学校。2019年現在、小学生・中学生ともに市内で最も少ない学校である。

## 概要
- 学級数 - 6
- 児童数 - 8（2019年3月31日現在）
- 生徒数 - 8
- 本務教員数 - 13
- 本務職員数 - 4
- 学校給食 - あり
- へき地等級 - 2級

## 年表
- 1974年 - 上増幌小学校を吸収。当時の上増幌小の児童数は4名。
- 1982年 - 恵北小学校と統合し、新たに増幌小中学校が開校する。学校名は増幌を採用しているが、現校舎は旧恵北小の程近くに位置している。

## 学校周辺
- 食べ処さるぼぼ・恵北店
- 稚内グリーンファクトリー
- 増幌コミュニティセンター
- JR天北線 恵北駅跡

## 通学区域
- 稚内市
  - 増幌, 恵北[2]

## 交通
- 宗谷バス（路線バス）曲渕線「恵北」下車。